# Гендерний перехід
Гендерний перехід (трансгендерний перехід) ― це процес зміни гендерної презентації та/або статевих характеристик відповідно до внутрішнього почуття гендерної ідентичності ― ідеї того, що означає бути чоловіком чи жінкою,  або бути небінарним чи гендерквір. (Внутрішнє почуття гендерної ідентичності небінарних людей не є виключно жіночим та чоловічим.) Для трансгендерних та транссексуальних людей цей процес зазвичай включає терапію (яка може включати замісну гормональну терапію та операцію зі зміни статі), причому їх гендерна ідентичність протилежна ідентичності визначеної при народженні. Крос-комоди, дрег-королеви та дрег-королі, як правило, не переходять, оскільки їхні варіанти гендерних презентацій (зазвичай) приймаються лише тимчасово.
Перехід починається з прийняття рішення про перехід, викликане відчуттям, що гендерна ідентичність людини не відповідає статі, призначеній їй при народженні. Одна з найпоширеніших частин перехідного періоду ― зробити камінг-аут.  Перехід ― це процес, який може тривати від кількох місяців до кількох років. Деякі люди, особливо небінарні або гендерквір особи, можуть провести все своє життя переходячи, і можуть переосмислювати та змінювати свою стать із плином часу. Перехід, як правило, починається там, де людині комфортно: для деяких це їх родина, або друзі. Хтось може здійснити перехід з родиною та друзями, перед тим, як вийти на роботу.

## Термінологія
Перехід іноді плутають з операцією зі зміни статі, але це лише один із можливих елементів переходу. Багато людей, які перебувають у перехідному періоді, вирішили не робити операції зі зміни статі або не мають на це засобів. Тоді як корекція статі є хірургічною процедурою, перехід є більш цілісним і зазвичай включає фізичні, психологічні, соціальні та емоційні зміни. Деякі трансгендери та особи, які не є бінарними людьми, майже не бажають робити операцію, щоб змінити своє тіло. 
Проходження означає, що особу сприймають та приймають інші люди у спосіб, який відповідає гендерній ідентичності цієї особи. Це може бути одним із аспектів переходу, хоча деякі трансгендерні люди можуть навмисно не робити цей перехід. Непроходження у цьому випадку може спричинити різноманітні негативні наслідки, включаючи неправильне ставлення, насильство, зловживання та відмову медичних працівників у наданні відповідних послуг. 
Перехід на повний робочий день означає людину, яка живе своїм повсякденним життям, як гендер, з яким людина ототожнює себе. Повний перехід може бути обмежений безпекою, правовими або фізичними обмеженнями. Наприклад, та особа, яка працювала на роботі як жінка, може відчувати, що не може безпечно представляти себе чоловіком, і замість цього може замінити роботу. Спеціалісти з питань психічного здоров’я, які відповідають стандартам Всесвітньої професійної асоціації з питань трансгендерного здоров’я (WPATH) щодо догляду за здоров’ям транссексуалів, трансгендерів та гендерно-невідповідних людей, як правило, не вимагають від пацієнта прийому на повний робочий день протягом принаймні року (періоду часу, який зазвичай називають "реальним досвідом" (RLE) або "реальним тестом" (RLT)), але фахівці з психічного здоров'я, які не дотримуються цих вказівок, роблять це, перш ніж рекомендувати операцію. 
Ходити в стелсі означає жити як гендер, без розуміння іншими людьми, що людина є трансгендером. Існує багато випадків, коли люди жили і працювали як гендерна ідентичність, відмінна від своєї статі, присвоєної при народженні. Дивіться Категорію: Трансгендери та транссексуали для прикладів.
Соціальний перехід ― це аспекти переходу, що включають соціальні, косметичні та законодавчі зміни, без урахування медичних втручань. Люди, які переживають соціальний перехід, можуть попросити інших називати їх іншим ім'ям та займенниками, а деякі можуть юридично змінити своє ім'я. 
Детранзиціонування ― це процес зміни гендерної презентації та/або статевих характеристик відповідно до призначеної статі.  Детранзиціонування також називають ретрансляцією, хоча ретрансляція також може означати перехід знову після детранзиціонування. 

## Різні аспекти
Перехід ― це складний процес, який включає будь-який або всі гендерні аспекти життя людини, які включають естетику, соціальні ролі, правовий статус та біологічні аспекти тіла. Люди можуть вибирати елементи, виходячи із власної гендерної ідентичності, уявлення власного тіла, особистості, фінансів, а іноді і ставлення інших. Перехід також змінюється між культурами та субкультурами залежно від відмінностей у поглядах суспільства на стать та гендер. 

### Соціальні, психологічні та естетичні аспекти
Соціальний процес переходу починається з виходу (камінг-аут), тобто інформування інших людей про те, що хтось ідентифікує себе як трансгендера. Новоспечена транс-особа може прийняти нове ім'я, і вони можуть попросити інших використовувати набір займенників, відмінних від попередніх; наприклад, транс людина може просити називатися він, а не вона, або небінарні люди можуть попросити використосувати займенник вони.   Естетика та мода також є загальним фактором переходу. Люди, які перебувають у перехідному періоді, часто змінюють тип одягу та аксесуарів, які вони носять, по-іншому укладають волосся та застосовують нові техніки догляду або макіяжу для покращення зовнішнього вигляду.
Уявлення людини про гендер в цілому також часто змінюються, що може вплинути на її релігійні, філософські та/або політичні переконання.

### Юридичні аспекти
Трансгендери у багатьох частинах світу можуть юридично змінити своє ім'я на те, що відповідає їх гендерній ідентичності.  У деяких країнах також дозволяється змінювати маркер статі на таких документах, як посвідчення водія, свідоцтва про народження та паспорт. Точні вимоги варіюються залежно від юрисдикції; деякі вимагають операції зі зміни статі, а інші - ні. 

## Неоднозначна втрата
Під час гендерного переходу люди (родичі або друзі), наближені до цієї особи, можуть відчувати втрату або скорботу, що може бути предметом опрацювання у психолога.  Цей тип втрати трактується як неоднозначна втрата, що характеризується почуттям горя, коли предмет втрати є неясним. Почуття, що виникають, описуються як спосіб бачити людину, яка переходить, як однакову, але різну, або як присутню, так і відсутню.